# کاتسویا ناکانو
کاتسویا ناکانو (ژاپنی: 中野 克哉؛ زادهٔ ۱۳ سپتامبر ۱۹۹۶) یک بازیکن فوتبال اهل ژاپن است.
از باشگاه‌هایی که در آن بازی کرده‌است می‌توان به باشگاه فوتبال کیوتو سانگا اشاره کرد.